# Charles Edward Coughlin

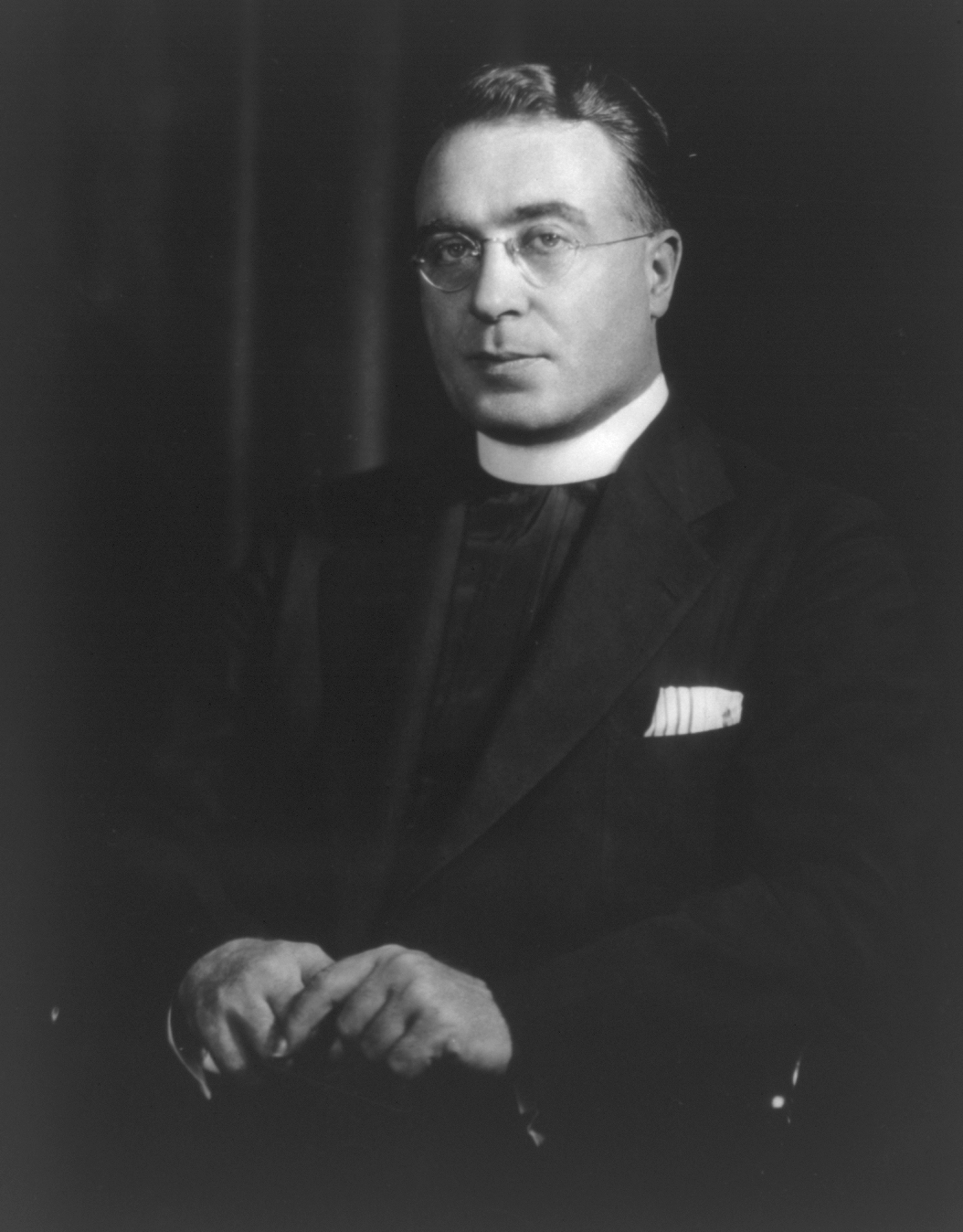
Charles Coughlin

Charles Edward Coughlin (Hamilton, 25 oktober 1891 – Bloomfield Hills, 27 oktober 1979) was een van origine Canadese priester van de Rooms-Katholieke Kerk. Hij was een van de eerste geestelijken die het medium radio aangreep om zijn boodschap op grote schaal in de Verenigde Staten te verspreiden. Zijn uitzendingen behandelden echter voornamelijk onderwerpen van politieke en economische aard in plaats van religieuze. In de loop van de jaren 30 van de 20e eeuw werd hij vooral berucht om zijn antisemitische commentaar en de wijze waarop hij bepaalde politieke besluiten van de Europese fascistische regimes in nazi-Duitsland en Italië probeerde te rationaliseren.

## Biografie
Coughlin werd geboren als zoon van van oorsprong Iers katholieke ouders. In 1916 werd hij tot priester gewijd in Toronto. In 1923 verhuisde hij naar Detroit waar hij in 1926 begon met zijn radio-uitzendingen, een wekelijkse preek. Toen CBS Radio Coughlins uitzendingen staakte, zamelde hij geld in om een eigen radiostation op te zetten.
Coughlin was een groot voorstander van de presidentskandidaat Franklin Delano Roosevelt tijdens zijn verkiezingscampagne in 1932. Ook na Roosevelts verkiezing bleef hij hem aanvankelijk steunen, in het bijzonder ten aanzien van zijn hervormingsplannen, bekend als de New Deal. In januari 1934 zou Coughlin voor het Amerikaans Congres zich nog uitspreken met de woorden:
If Congress fails to back up the President in his monetary program, I predict a revolution in this country which will make the French Revolution look silly!”….God is directing President Roosevelt.
De steun aan Roosevelt ebde in de loop van 1934 echter weg, toen Coughlin de National Union for Social Justice (NUSJ) oprichtte, een organisatie die opkwam voor de rechten van de arbeiders en die de monetaire politiek van Roosevelt bestempelde als niet grondwettelijk en pseudokapitalistisch. Coughlin riep in zijn radio-uitzendingen op tot een monetaire hervorming, waarbij hij de opheffing van de Federal Reserve als oplossing zag. Andere aandachtspunten van de NUSJ waren onder andere:
- Garanties voor werk en inkomen
- Verdeling van rijkdom door opleggen van belastingen aan de rijken
- Federale bescherming van de vakbonden

Door zijn uitspraken werd Coughlin de belangrijkste rooms-katholieke spreekbuis voor politieke en financiële zaken. Toen Coughlin openlijk kritiek uitte op de New Deal stuurde Roosevelt onder meer Joseph P. Kennedy naar Coughlin. Hiermee hoopte de president dat Coughlin zijn uitspraken zou afzwakken, wat echter niet lukte. In de daarop volgende periode verhevigden de aanvallen op de president en in aanloop van de verkiezingen van 1936 steunde hij de kandidatuur van William Lemke van de Union Party. Coughlins uitspraken werden daarop feller, waarbij hij zich onder meer uitliet over “Joodse samenzweerders”. In een poging hem via het Vaticaan tot zwijgen te brengen werkte Kennedy in 1936 met succes samen met Roosevelt, de hulpbisschop van Boston, Francis Spellman, en kardinaal Eugenio Pacelli.

## Antisemitisme
Na de verkiezingen van 1936 toonde Charles Coughlin openlijk sympathie voor de fascistische politiek van Adolf Hitler en Benito Mussolini als tegenwicht voor het bolsjewisme. In zijn uitzendingen kwamen antisemitische thema's centraal te staan, waarbij hij de Grote Depressie toeschreef aan een internationale samenzwering van Joodse bankiers en ook de link legde tussen de Russische Revolutie en het Jodendom.
Coughlin besloot in die periode ook tot de uitgifte van een krant, Social Justice, waarin hij antisemitische polemieken publiceerde. In navolging van Joseph Goebbels beweerde Coughlin dat het marxistische atheïsme in Europa een Joodse samenzwering was. Tijdens een bijeenkomst in de Bronx in 1938 bracht hij in het openbaar een nazigroet en sprak daarbij de woorden:
When we get through with the Jews in America, they’ll think the treatment they received in Germany was nothing
Op 20 november 1938, twee weken na Kristallnacht – een grootschalige nazi-actie, waarbij vele Joden werden aangevallen en vermoord en Joodse eigendommen in brand gestoken - zei Coughlin over deze vervolging dat die slechts volgde nadat eerst de christenen waren vervolgd.
Door het toenemende antisemitische karakter van de uitzendingen besloten sommige radiostations zijn toespraken te weren. Hierdoor werd Coughlin in nazi-Duitsland gezien als een held, waarover Duitse kranten kopten, dat het in Amerika niet toegestaan was de waarheid te horen. Op 18 december 1938 werd door aanhangers van Charles Coughlin in New York gedemonstreerd tegen een versoepeling van de asielwet, die tot doel had dat meer Joden tot de Verenigde Staten konden worden toegelaten. Deze protesten hielden enige maanden aan en zouden door de NSDAP financieel zijn ondersteund.
Na 1936 werd Charles Coughlin een aanhanger van een organisatie, de Christian Front, die hem als inspiratie zagen. Deze organisatie werd in januari 1940 opgeheven, toen de FBI had ontdekt, dat leden zich aan het bewapenen waren om Joden, communisten en congresleden om te brengen om uiteindelijk "een dictatuur te vestigen die gelijk was aan die van Hitler". Coughlin nam na deze ontdekking geen afstand van de organisatie. Hoewel zijn betrokkenheid nooit werd aangetoond, nam zijn aanzien snel af.

## Reacties
Hoewel het Vaticaan, de nuntiatuur in Washington D.C. en de aartsbisschop van Cincinnati, John T. McNicholas, erop stonden dat Charles Coughlin zijn uitzendingen zou staken, meenden zij dat het de taak was van zijn superieur, bisschop Michael Gallagher, om Coughlin ter verantwoording te roepen. De bisschop steunde Coughlin echter. Uit angst voor onder andere een schisma greep de leiding van de Rooms-Katholieke Kerk niet in.
De Amerikaanse regering besloot ook tot maatregelen tegen Charles Coughlin. Hoewel in het Eerste amendement van de grondwet o.a. de vrijheid van meningsuiting was vastgelegd, meende de Amerikaanse regering een uitzondering te moeten maken voor radio-uitzendingen. Voor radiozenders werd het voortaan verplicht een vergunning te hebben, die vanzelfsprekend aan Coughlin werd geweigerd.
Toen Charles Coughlin zendtijd kocht bij andere radiostations om zijn redes alsnog op de radio te kunnen houden werd opnieuw ingegrepen. De verkoop van zendtijd aan woordvoerders van controversiële publieke kwesties werd beperkt. Voordat tot uitzending mocht worden overgegaan moesten de manuscripten ter beoordeling worden voorgelegd. Indien radiostations zich daaraan niet hielden liepen zij het risico hun zendvergunning te verliezen.
De maatregelen tegen de radio-uitzendingen waren niet de enige die de Amerikaanse regering ondernam. Met betrekking tot zijn eigen krant, Social Justice, was het Charles Coughlin niet langer toegestaan om voor de verspreiding gebruik te maken van de Amerikaanse posterijen. Overigens werd Coughlin niet beperkt in wat hij wilde publiceren.
Mede door de publieke opinie na de aanval op Pearl Harbor in december 1941, waarbij Charles Coughlin gezien werd als een sympathisant van de vijand, riep de nieuwe aartsbisschop van Detroit, Edward Mooney, Coughlin in 1942 op zijn controversiële politieke activiteiten te stoppen en zich uitsluitend toe te leggen op zijn taken als parochiepriester. Coughlin stemde in, hoewel hij in de daaropvolgende jaren zich bleef bezighouden met het schrijven van pamfletten tegen het communisme.
Charles Coughlin overleed op 27 oktober 1979.
- Bibliothèque nationale de France: cb12362692t (data)
- Gemeinsame Normdatei: 119047632
- International Standard Name Identifier: 0000 0000 8189 6013
- Library of Congress Control Number: n50018203
- National Archives and Records Administration: 10581090
- Nationale Bibliotheek van Tsjechië: xx0324756
- Nationale Bibliotheek van Israël: 987007260178605171
- Nationale Bibliotheek van Polen: a0000002137067
- Nederlandse Thesaurus van Auteursnamen: 069464081
- Istituto Centrale per il Catalogo Unico: TO0V314929
- SNAC: w65m6pp3
- Système universitaire de documentation: 032634102
- Virtual International Authority File: 120784289
- WorldCat: E39PBJfMffvYgrkmHbBVjjdbBP